# Ingenio Constancia Railway
| Zuckerrohrtransport, Zuckerfabrik 'Central Constancia', Cuba |                     |                                 |                                 |
| Abel Santamaria |                     |                                 |                                 |
| Streckenlänge: | 68,4 km             |                                 |                                 |
| Spurweite: | 762 mm (Schmalspur) |                                 |                                 |
| |                     |                                 |                                 |
| \| \| 68,4 \| Zuckerfabrik Central Constancia \| Zuckerfabrik Central Constancia \| \| \| \| \| \| \| \| 0,0 \| Santa Clara \| Santa Clara \| \| \| \| Santa Clara \| \| \| blau: Schmalspur; rot: Normalspur \| \| \| \| |                     |                                 |                                 |
| U-Bahn-Kopfbahnhof Streckenanfang (Strecke außer Betrieb) | 68,4                | Zuckerfabrik Central Constancia | Zuckerfabrik Central Constancia |
| U-Bahn-Strecke (außer Betrieb) |                     |                                 |                                 |
| U-Bahn-Kopfbahnhof Streckenende (Strecke außer Betrieb) | 0,0                 | Santa Clara                     | Santa Clara                     |
| Bahnhof quer |                     | Santa Clara                     | Santa Clara                     |
| blau: Schmalspur; rot: Normalspur |                     |                                 |                                 |

Die Ingenio Constancia Railway ist eine Schmalspurbahn mit einer Spurweite von 762 mm (30 Zoll) in Kuba, von der Teile der auf der Plantage verlaufenden Streckenabschnitte heute noch genutzt werden.

## Streckenverlauf und Oberbau
Die 1909 noch 68,4 km lange Schmalspurbahn verband die Zuckerfabrik Central Constancia mit Santa Clara, Castillito, Yaguramas und Horquita. Die Schienen hatten ein Metergewicht von 15 kg/m (30 Pfund/Yard).

## Schienenfahrzeuge
Es gab im Jahr 1909 neun Lokomotiven, von denen mindestens eine vor 1898 geliefert worden war, sowie einen Personenwagen, 18 Flachwagen und 405 Zuckerrohrwagen.

## Zuckerfabrik
Die Zuckerfabrik wurde 1902 bei Encrucijada errichtet. Sie hatte eine Kapazität von 220.000 Arroben (2530 t) Zuckerrohr pro Tag. Sie wurde 1859 nach dem Revolutionsführer Abel Santamaría umbenannt und ist noch in Betrieb.